# EP u amaterskom boksu 1937.
5. Europsko prvenstvo u amaterskom boksu 1937. se održalo od 5. do 11. svibnja 1937. u talijanskom gradu Milanu.
Boksači su se borili za odličja u osam težinskih kategorija. Sudjelovalo je 85 boksača iz 16 država.
Boksači iz Poljske, Njemačke i Italije su osvojili 2 naslova prvaka, a Švedske i Mađarske po 1.
| Kategorija                  | zlato              | srebro             | bronca           |
| muha (-50,8 kg)             | Vilmos Énekes      | Edmund Sobkowiak   | Gavino Matta     |
| bantam (pijetao) (-53,5 kg) | Ulderico Sergo     | Anton Osca         | Veikko Huuskonen |
| pero (-57,1 kg)             | Aleksander Polus   | Federico Cortonesi | Gyula Szabó      |
| laka (-61,2 kg)             | Herbert Nürnberg   | Nikolay Stepulov   | Mario Facchin    |
| velter (-66,7 kg)           | Michael Murach     | Imre Mándi         | Oscar Ågren      |
| srednja (-72,6 kg)          | Henryk Chmielewski | Gerhardus Dekkers  | Bruno Zorzenone  |
| poluteška (-79,4 kg)        | Luigi Musina       | Franciszek Szymura | Lajos Szigeti    |
| teška (+79,4 kg)            | Olle Tandberg      | Herbert Runge      | Erling Nielsen   |

- u ondašnjem nazivlju se ovu kategoriju nazivalo pijetao kategorija